# Tiszakécskei FC
A Tiszakécskei FC egy megszűnt magyar labdarúgócsapat a Bács-Kiskun vármegyei Tiszakécskéről, mely korábban az NB I-ben is szerepelt.

## Története
A csapat a '90-es évek elejéig alacsonyabb osztályokban szerepelt. Ezután 2 év alatt két osztályt lépett felfelé a kécskei klub, vagyis 1993-ban már az NB II-ben szerepelt. Ekkor a Győr későbbi sikeredzője, Reszeli Soós István vette át az szakvezetői munkát, de két esztendő után mennie kellett mert az együttes nem tudott újabb szintet lépni. Szurgent Lajos került a kispadra és az első évben osztályozót játszhatott a sárga-kék mezes alakulat a Péccsel, ám a két 0–0-t követően az idegenbeli visszavágón elvesztette a tizenegyespárbajt, így nem sikerült feljutni az NB I-be. Az 1996–97-es idényben már három fordulóval a vége előtt biztossá vált az NB II-es bajnoki cím és így története során először feljutott a legmagasabb osztályba a csapat. Az NB I-ben a 15. helyen végzett és osztályozó mérkőzésen alulmaradt a III. Kerületi TVE csapatával szemben. Egy évvel az első osztályú idény után a tiszakécskei klub gyakorlatilag megszűnt. Szívós Sándor 1999-ben Ceglédre vitte át a jogokat és a csapatot.

## Híres játékosok
* a félkövérrel írt játékosok rendelkeznek felnőtt válogatottsággal.
| - Mle Collins - Balla László - Balla Mihály - Bánföldi Zoltán - Maczkó Gábor - Zováth János | - Nelu Beserman - Marcel Vasile Câmpian - Izsák József - Mario Nedelea - Emil Şerban - Boris Vidaković |